# سيث دوليبوا
سيث دوليبوا (بالإنجليزية: Seth Doliboa)‏ مواليد 1 ديسمبر 1980 في سبرينغبورو، هو لاعب كرة سلة أمريكي. بدأ مسيرته الاحترافية في سنة 2004. يلعب مع نادي بنفيكا في الدوري البرتغالي لكرة السلة. يحمل الرقم 14. يبلغ طوله 6 قدم 8 بوصة (2.0 م).

## المسيرة الاحترافية
لعب مع بنفيكا لكرة السلة في موسم 2008–2009، ثم لعب مع سكايلاينرز فرانكفورت في الدوري الألماني في موسم 2009–2010، ثم لعب مع بنفيكا لكرة السلة في سنة 2011.

## الإنجازات
- الدوري البرتغالي لكرة السلة (5): 2008–09، 2011–12، 2012–13، 2013–14، 2014–15
- كأس البرتغال لكرة السلة: 2013–14، 2014–15
- كأس الدوري البرتغالي لكرة السلة: 2012–13، 2013–14، 2014–15
- كأس السوبر البرتغالية لكرة السلة: 2012، 2013، 2014

## روابط خارجية
- سيث دوليبوا على موقع كرة السلة الأوروبية.كوم (الإنجليزية)
- سيث دوليبوا على موقع كلية كرة السلة في سبورتس رفرنس.كوم (الإنجليزية)
- سيث دوليبوا على موقع ريلجم (الإنجليزية)
- سيث دوليبوا على موقع بروبوليرز (الإنجليزية)
- سيث دوليبوا على موقع سبورتس رفرنس (الإنجليزية)